# Suck – Bis(s) zum Erfolg
Suck – Bis(s) zum Erfolg ist eine Horrorkomödie des kanadischen Regisseurs Rob Stefaniuk aus dem Jahr 2009. Er hatte am 11. September 2009 auf dem Toronto International Film Festival Premiere.
Der Film fällt durch seine besondere Ansammlung bekannter Musiker sowie seiner umfangreichen Zitierung von Genreklassikern und den Covern von Rockalben auf.

## Handlung
Die Rockband The Winners versucht erfolglos, einen Plattenvertrag zu bekommen und tourt planlos durchs Land. Eines Tages wird die bisher unscheinbare Bassistin Jennifer von einem Vampir gebissen. Nachfolgend verwandelt sie sich ebenfalls in einen mondänen Vampir. Durch ihre neue, charismatische Erscheinung wird die Band plötzlich vom Publikum wahrgenommen; ein kommerzieller Erfolg schließt sich an. Nach und nach lassen sich die übrigen Bandmitglieder von Jennifer in Vampire verwandeln, um ebenfalls mit ihrer Ausstrahlung Erfolg zu haben.
Gejagt von dem Vampirjäger Van Helsing beschließt die Gruppe den vermeintlichen Obervampir Queeny zu stellen und zu töten. Dieses Vorhaben gelingt und die überlebenden Bandmitglieder verwandeln sich wieder in Menschen zurück. Anschließend löst sich die Band auf.
Joey und Jennifer begegnen als langweilige Erwachsene dem eigentlichen Obervampir und beschließen sich wieder in Vampire verwandeln zu lassen und die Band neu zu gründen.

## Anspielungen
Der Film enthält einige Anspielungen auf bekannte Horrorfilme und Alben von Rockklassikern.
- Die Szene, in der die Band über eine Straße geht, entspricht dem Cover von Abbey Road von den Beatles.
- Die Band sitzt vor dem Auftritt in Buffalo auf einem Sofa und deckt sich mit der englischen Fahne zu, entspricht dem Cover von The Kids are alright von The Who.
- Die Stop-Motion Szenen der Reisebewegungen mit dem Auto bzw. Flugzeug, spielen auf Bram Stoker’s Dracula an.
- Diverse Szenen an einer Straßenkreuzung spielen auf den Film Crossroads an.
- Die Szene, in der die Band zum Zoll der USA geht, entspricht dem Cover von Born in the U.S.A. von Bruce Springsteen.

## Kritiken
„Erfrischender Mix aus Musiker-Roadmovie und Horrorkomödie, der das Zeug zum Kultfilm hat“

„Der kanadische Regisseur Rob Stefaniuk schuf mit „Suck – Bis(s) zum Erfolg“ einen lustigen Grusler, der einige Anspielungen sowohl auf bekannte Horrorfilme wie auch Rockklassiker beinhaltet.  Der erfrischende Mix aus Musiker-Roadmovie und Horrorkomödie hat definitiv das Zeug zu einem echten Kultfilm.“

Auf Rotten Tomatoes hält der Film ein Ranking (Tomatometer) von 50 %.